# Bacchisa nigricornis
Bacchisa nigricornis là một loài bọ cánh cứng trong họ Cerambycidae.